# Eugeniusz Grabda
Eugeniusz Grabda (ur. 18 kwietnia 1908 w Warszawie, zm. 12 maja 1997 w Szczecinie) – polski profesor nauk rolniczych w zakresie ichtiologii, chorób ryb i parazytologii, nauczyciel akademicki, doktor honoris causa multi.

## Życiorys
W 1934 po studiach przyrodniczych na Wydziale Biologii i Weterynarii Uniwersytetu Warszawskiego uzyskał tytuł magistra filozofii w zakresie zoologii z anatomią porównawczą, a w 1937 – absolutorium z weterynarii na tym uniwersytecie. Bezpośrednio po studiach został przyjęty na stanowisko asystenta w Katedrze Histologii i Embriologii. W kwietniu 1939 otrzymał stypendium specjalizacyjne w zakresie chorób ryb w pracowni parazytologa K. Janickiego u profesora Franciszka Staffa. W 1947 wstąpił do PPS, w latach 1948 – 1980 należał do PZPR. W 1949 otrzymał dyplom lekarza weterynarii. Stopień naukowy doktora nauk przyrodniczych w zakresie parazytologii uzyskał w 1945 na Uniwersytecie Marii Skłodowskiej-Curie w Lublinie na podstawie rozprawy doktorskiej pt. O budowie i powstawaniu cysty u przywry Nematobothrium sardae. W 1954 otrzymał tytuł profesora nadzwyczajnego, a w 1963 – tytuł profesora zwyczajnego.
W latach 1952–1954 kierował Katedrą Zoologii Wyższej Szkoły Rolniczej we Wrocławiu. Od 1954 do 1966 był kierownikiem Katedry Ichtiobiologii i Zakładu Chorób Ryb WSR w Olsztynie. W latach 1958 – 1961 był rektorem WSR w Olsztynie. Od 1966 przeniósł Wydział Rybacki z Olsztyna do Akademii Rolniczej w Szczecinie, gdzie do 1969 był prorektorem ds. nauki oraz kierownikiem Katedry Ichtiobiologii. Wypromował 16 doktorów.
Z żoną Jadwigą (doktor zoologii) miał cztery córki: Bożenę (prof. nauk biologicznych w zakresie parazytologii), Danutę (mgr inż. rybactwa), Hannę (dr inż. zootechniki) i Kalinę (mgr inż. rybactwa).
Miał młodszego brata Mariana Antoniego Grabdę (1911-1999) ps. „Marian”, który brał udział w Powstaniu warszawskim jako kapral podchorąży Armii Krajowej.
Profesor Eugeniusz Grabda został pochowany na szczecińskim cmentarzu Centralnym (kwatera 73c).

## Wybrane publikacje
Prace naukowe dotyczyły głównie ichtiologii i parazytologii ryb 
- Recherches sur un parasite de l'ćcrevisse (Potamobius fluviatilis L.) connu sous le nom Pserospermium haeckeli HIgd. „Memoire de l'Acad. Pol. Sc. Math. Natur.” 1934, B-6, s.123-142
- O budowie i powstawaniu cysty u przywry Nematobothrium sardae G. A. et W. G. Mac Callum 1916 (Didymozoonidae) ze skrzel Sarda sarda Bloch z Morza Czarnego. „Archiwum Hydrobiologii i Rybactwa” 1947, 13, s.165-179
- Cykl roczny wydalania jaj nicieni z koni. „Med. Weter.” 1951, 7(4) (wsp. D. Dobrowolska)
- Ścięgorza (Ligula intestinalis L.) i jej znaczenie dla gospodarki rybackiej. „Med. Weter.” 7(6), 1951, s.377-378
- O właściwą pozycję technika w służbie weterynaryjnej. „Życie Weter.” 1952, 27(1)
- Polskie mianownictwo parazytologiczne. „Pamiętnik III Zjazdu Parazytologicznego”, 1952
- Przyczynek do poznania fauny pasożytniczej salamandry plamistej (Salamandra salamandra L.) z okolic Bielska. „Fragm. Faun. Musei Zool. Pol.” 1953, 6 (14), s.243-247 (wsp. J. Grabda)
- Próby stosowania czterochlorku węgla (CCl4) metodą zastrzyków podskórnych u owiec zamotyliczonych. „Med. Weter.” 1954, 10(12), s.703-705 (wsp. J. Grabda)
- Degeneration adipeuse du foie chez l′anguille anguille Anguilla anguilla (L.). „Acta Icht. Pisc.” 1972, 2(1), s.69-76
- Experimental methemoglobinemia in rainbow trout. „Acta Icht. Pisc.” 1974, 4(2), s. 43-71 (wsp. T. Einszporn-Orecka, C. Felińska, R. Zbanyszek)
- Fungi-related outgrowths on pterygophores of single fins of Lepidopus caudatus (Euphrasen, 1788) (Pisces: Trichiuridae). „Acta Icht. Pisc.” 1982, 12(1), s.87-105
- Eimeria jadvigae n.sp. (Apicomplexa: Eucoccidia), a parasite of swimming bladder of Coryphaenoides holotrachys (Günther, 1887) off the Falklands. „Acta Icht. Pisc.” 1983, 13(2), s.131-140
- Bibliographic note: Guide to the parasites of fishes of Canada. Eds. L. Margolis, Z. Kabata. „Acta Icht. Pisc.” 1985, 15(2), s.251-252

## Odznaczenia i wyróżnienia
- Krzyż Oficerski Orderu Odrodzenia Polski (1993)[7]
- Medal im. Profesora Kazimierza Demela (1992)[8]
- Złota Odznaka ZNP (1974)[9]
- Tytuł doktora honoris causa Akademii Rolniczo-Technicznej w Olsztynie (1975)[10]
- Tytuł doktora honoris causa Akademii Rolniczej w Szczecinie (1989)[11]